# Carlos Hermosillo
Carlos Manuel Hermosillo Goytortúa (født 24. august 1964 i Cerro Azul, Mexico) er en tidligere mexicansk fodboldspiller (angriber).
Hermosillo tilbragte størstedelen af sin karriere i den hjemlige liga, hvor han spillede adskillige sæsoner for begge de to store Mexico City-klubber América og Cruz Azul Han var også udlandsprofessionel hos blandt andet Standard Liège i Belgien og Los Angeles Galaxy i USA.
Hermosillo nåede over en periode på 13 år at spille 90 kampe og score 35 mål for Mexicos landshold. Hans første landskamp var et opgør mod El Salvador 11. oktober 1984, mens hans sidste optræden i landsholdstrøjen fandt sted 16. november 1997 i en VM-kvalifikationskamp på udebane mod Jamaica.
Han var en del af det mexicanske hold der nåede kvartfinalerne ved VM i 1986 på hjemmebane, men kom ikke på banen i turneringen. Det gjorde han til gengæld ved VM i 1994 i USA, hvor han spillede to kampe for mexicanerne.

## Titler
Liga MX
- 1984, 1985, 1986, 1988 og 1989 med América
- 1998 med Cruz Azul
- 1999 med Necaxa

Copa MX
- 1997 med Cruz Azul

CONCACAF Champions League
- 1986 med América
- 1996 og 1997 med Cruz Azul